# Velký Týnec
Velký Týnec är en ort i Tjeckien.   Den ligger i regionen Olomouc, i den östra delen av landet, 220 km öster om huvudstaden Prag. Velký Týnec ligger 235 meter över havet och antalet invånare är 2 150.
Terrängen runt Velký Týnec är huvudsakligen platt, men norrut är den kuperad. Runt Velký Týnec är det ganska tätbefolkat, med 120 invånare per kvadratkilometer. Närmaste större samhälle är Olomouc, 7,8 km nordväst om Velký Týnec. Trakten runt Velký Týnec består till största delen av jordbruksmark.